# Natal'ja Fëdorovna Meklin
Natal'ja Fëdorovna Meklin (in russo Наталья Фёдоровна Меклин?; Lubny, 8 settembre 1922 – Mosca, 5 giugno 2005) è stata una militare sovietica, comandante del 46º Reggimento bombardamento leggero notturno delle guardie "Taman'", uno dei tre reggimenti di aviazione femminile fondati da Marina Raskova dopo l'invasione tedesca dell'Unione Sovietica. Nel febbraio 1945 fu insignita del titolo di Eroe dell'Unione Sovietica per aver completato 840 sortite.

## Biografia
Nacque l'8 settembre 1922 a Lubny in una famiglia russa appartenente alla classe operaia. Trascorse l'infanzia e la giovinezza tra Smila, Char'kov e Kiev. Nel 1940 si diplomò a Kiev e nello stesso anno entrò a far parte della scuola di volo a vela di Kiev e successivamente si diplomò all'Istituto di aviazione di Mosca nel 1941.

## Carriera nella Seconda Guerra Mondiale
Nell'ottobre 1941, alcuni mesi dopo l'invasione tedesca dell'Unione Sovietica, Meklin fece domanda per entrare a far parte di uno dei tre reggimenti di aviazione femminile fondati da Marina Raskova, e fu accettata nell'addestramento. Nella primavera del 1942, dopo aver terminato l'addestramento alla navigazione presso la Scuola militare di aviazione Engels, fu inviata sul fronte orientale come capo delle comunicazioni di uno squadrone del 588º Reggimento di aviazione per bombardieri notturni, che in seguito fu insignito della denominazione di Guardia e rinominato 46º Reggimento bombardamento leggero notturno delle guardie "Taman'" nel 1943. Durante la cerimonia in cui il reggimento ricevette la bandiera delle guardie, Meklin era la portabandiera, assistita da Glafira Kaširina e Ekaterina Titova.
Inizialmente volò come navigatore per Marija Vasil'evna Smirnova e successivamente per Irina Fëdorovna Sebrova, ma presto si riqualificò per diventare pilota e il 18 maggio 1943 effettuò la sua prima sortita come pilota (fu la sua 381ª missione). Durante la guerra fu impiegata nelle missioni di bombardamento notturno con un Polikarpov Po-2 durante le battaglie per il Caucaso, la Crimea, il Kuban', Kerč', la Polonia e la Germania, che si estendevano ai fronti meridionale, caucasico settentrionale, quarto ucraino e secondo bielorusso. Nel 1943 fu ammessa al Partito Comunista.
Alla fine della guerra ricoprì il ruolo di comandante di volo: aveva volato in circa 980 missioni notturne e sganciato circa 147 tonnellate di bombe in territorio nemico. Il 23 febbraio 1945 fu insignita del titolo di Eroe dell'Unione Sovietica per decreto del Soviet Supremo per le sue 840 missioni; la medaglia con la stella d'oro le fu consegnata in Polonia l'8 marzo 1945 dal maresciallo Konstantin Rokossovskij. Divenne ufficiale della riserva nell'ottobre 1945.
La sua foto è apparsa sulla copertina del numero di maggio 1943 della rivista Smena, sulla prima pagina della Komsomol'skaja Pravda nel febbraio 1945, e su molte altre pubblicazioni del periodo bellico.

## Nel dopoguerra
Frequentò per due anni l'Università statale di Mosca prima di arruolarsi nuovamente nell'esercito nel 1947. Dal 1948 al 1957 studiò all'Istituto militare di lingue straniere e successivamente fu impiegata come traduttrice fino alla pensione. Nel 1972 entrò a far parte dell'Unione degli scrittori sovietici. Poco prima di morire è stata coautrice di un libro con la collega di reggimento Irina Rakobol'skaja intitolato Нас называли ночными ведьмами sulle esperienze del reggimento durante la guerra. Il 5 giugno 2005 morì a Mosca e fu sepolta nel cimitero di Troekurovo.

## Onorificenze
Diverse scuole portano il suo nome a Smolensk, Poltava, Stavropol e altre città.